# Astragalus villosus
Astragalus villosus är en ärtväxtart som beskrevs av André Michaux. Astragalus villosus ingår i släktet vedlar, och familjen ärtväxter. Inga underarter finns listade i Catalogue of Life.